# 250P/Larson
La comète Larson, officiellement 250P/Larson, est une comète périodique du système solaire, découverte le 10 janvier 2011 par Stephen M. Larson.